# Móga Piroska
Móga Piroska (Budapest, 1990. június 24. –) magyar színművésznő.

## Életpályája
Gimnazistaként három évig dolgozott ruhatárosként a Katona József Színházban. 2010-2015 között a Kaposvári Egyetem színművész szakos hallgatója volt (osztályfőnöke: Réthly Attila). Egyetemi gyakorlatát a Radnóti Miklós Színházban töltötte. 2015-2016-ban a komáromi Jókai Színházban játszott.
2016-ban a 42. Színházból kilépő művészekkel: Bognár Anitával és Fábián Szabolccsal, létrehozta az Y Csoport társulatát, melynek alapvető törekvése, hogy tagjai ne csupán színészek, de környezetükről érvényesen és felelősségteljesen gondolkodó, alkotó művészek legyenek.
Az Y Csoport első bemutatója, egyben Móga Piroska első rendezése a Kóda – utóirat két hegedűre volt, melynek társírója és szereplője Bognár Anita.
2016 óta a Pesti Magyar Színházban játszik vendégművészként.

## Fontosabb színházi szerepei
- Alekszandr Kuprin: Allez! (Hepp!) (Szereplő, Szereplő) – 2017/2018
- Bognár Anita-Móga Piroska: Kóda – utóirat két hegedűre (Író, rendező, szereplő) – 2017/2018
- Jon Fosse: Alvás (A Második Fiatal Nő) – 2016/2017
- Molière: A Fösvény (Mariane, Cléante Szerelmese; Harpagon Választottja) – 2016/2017
- Nagy Ignác – Parti Nagy Lajos: Tisztújítás (Aranka, A Főorvos Sógornője) – 2015/2016
- Csiky Gergely: Buborékok (Aranka , Gyermekeik) – 2014/2015
- Euripidész: Oresztész (Hermioné) – 2014/2015
- Anton Pavlovics Csehov: Platonov (Kátya, Szofja Cselédlánya) – 2013/2014
- Arthur Schnitzler: Anatol És A Nők (Cora) – 2013/2014
- Witold Gombrowicz: Yvonne, Burgundi Hercegnő (I. Udvarhölgy) – 2013/2014
- Mohácsi István – Mohácsi János: A Csillagos Ég (Rozgonyi Eszter, Biberach) – 2013/2014
- Fred Ebb – Joe Masteroff – John Harold Kander: Kabaré (Betty, Natalia Landauer) – 2012/2013
- Molière: Tartuffe (Pernelle Asszony) – 2012/2013
- Az Ördög Hárfái (Szereplő) – 2011/2012

## Filmográfia
- Mintaapák (2019)
- 200 első randi (2018)
- A Viszkis (magyar akciófilm, 2017)
- Csak színház és más semmi (2017)
- A martfűi rém (2016)
- Záridő (magyar kisjátékfilm, 2016)
- Hacktion: Újratöltve (2013)
- Aglaja (magyar–lengyel–román filmdráma, 2012)
- Komoly dolgok (magyar játékfilm, 2010)
- Mrs. Ratcliffe forradalma (magyar–angol vígjáték, 2007)

## Díjai
A Sztara Zagorában (Bulgária) megrendezett The Golden Linden (Zlatnata Lipa, Arany Hársfa) nemzetközi filmfesztivál zsűrije a legjobb női alakítás díját Aglája megformálásáért Móga Piroskának ítélte.